# Колле-ди-Валь-д’Эльса
Колле-ди-Валь-д’Эльса (итал. Colle di Val d'Elsa) — коммуна в Италии, расположена в области Тоскана, подчиняется административному центру Сиена.
Население коммуны, на 01.01.2024 года, составляет 21 621 человек, плотность населения ─ 235,03 чел./км². Коммуна занимает площадь 91,99 км². 
Почтовый индекс — 53034. Телефонный код — 0577.
Покровителем коммуны почитается святой Марциал Лиможский, день памяти ежегодно отмечается 1 июля.

## Демография
Динамика населения:

## Города-побратимы
- /  Бир-Гандус, EH / Марокко

## Администрация коммуны
- Официальный сайт: http://www.comune.colle-di-val-d-elsa.si.it/